# Bataraguá
Bataraguá es una localidad despoblada española perteneciente al municipio de Jaca, en la comarca de la Jacetania, provincia de Huesca, Aragón.

## Historia
Bataraguá también se puede encontrar denominada en citas, tanto cartográficas como bibliográficas, con el nombre alternativo de Pardina de Bataraguá, Casas de Salamaña o Casas Salamañas.

## Toponimia
Se documentan las formas medievales Bataragua, Guatagua, Guataragua, Gutrua, Gutragua o Guturagua.

## Demografía
Datos demográficos de la localidad de Bataraguá desde 1900:
| --                    | -- | -- | 8 | -- | -- | -- | -- |
| (Fuente: IAEST e INE) |    |    |   |    |    |    |    |

- Aparece en el Nomenclátor con el nombre de Bataragua.
- Únicamente figura en el Noménclator de 1930.
- Datos referidos a la población de derecho.

## Iglesia de Santa María
Es románica, siglo XII. Fue la iglesia del despoblado medieval de Bataraguá. La construcción románica desapareció con las obras realizadas a partir del siglo XVI. Es de una sola nave, tiene espadaña en el muro oeste y conserva en la puerta el crismón románico.